# Affaire Leigh Leigh
Vous lisez un « article de qualité » labellisé en 2019.
Pour les articles homonymes, voir Leigh.
L'affaire Leigh Leigh est une affaire criminelle australienne qui débute le 4 novembre 1989, lorsque le cadavre nu d'une adolescente de 14 ans est découvert sur une plage de Stockton. L'adolescente a été violée et a le crâne enfoncé. L'enquête révélera que la veille la jeune fille s'est rendue à la fête du seizième anniversaire d'un camarade, qu'elle a été violée une première fois sur la plage, est retournée à la fête, mais y a été agressée par un groupe de jeunes.
Matthew Grant Webster, âgé de 18 ans au moment des faits et employé comme videur lors de l'événement, plaide coupable du meurtre et est condamné à vingt ans de prison, dont quatorze de sûreté. Il est libéré en juin 2004, après quatorze ans et demi de réclusion. Guy Charles Wilson, l'autre videur et seul autre majeur présent à la soirée, plaide coupable pour agression. Un adolescent de quinze ans plaide aussi coupable pour détournement de mineur.
L'enquête est cependant sujette à polémique. Plusieurs suspects ne sont pas poursuivis, personne n'est accusé de viol, et les aveux de Webster ne correspondent pas aux preuves réunies pendant l'enquête. L'enquête est réévaluée en 1996 par la Commission de lutte contre la criminalité de la Nouvelle-Galles du Sud et par la Commission indépendante pour l'intégrité de la police en 1998, la deuxième recommandant la suspension de l'inspecteur chargé de l'enquête.
L'assassinat de Leigh Leigh est abondamment couvert par les médias. La presse se concentre d'abord sur l'agression sexuelle et le meurtre de la victime, mais se porte rapidement sur les défaillances de l'éducation parentale, la consommation de drogues et d'alcool à la fête, et enfin la sexualité de l'adolescente. La couverture médiatique est un exemple classique de faute de la victime. L'affaire inspire une pièce de théâtre, intitulée A Property of the Clan puis Blackrock, et adaptée au cinéma sous le titre Blackrock en 1997.

## Biographie de Leigh Leigh
Leigh Leigh, née Leigh Rennea Mears le 24 juillet 1975, est la fille de Robyn Lynne Maunsell et Robert William Mears. Entre quatre et sept ans, elle vit chez sa grand-mère, qui garde secrète la raison de cet arrangement. Les parents de Leigh divorcent quand elle a environ sept ans. Elle emménage chez sa mère en 1983, après la naissance de sa sœur Jessie. Elle prend alors le nom de famille du père de sa demi-sœur, Leigh. Au moment de sa mort, elle habite à Fullerton Road, une rue de Fern Bay, avec sa mère, sa sœur et son beau-père Brad Shearman à Fullerton Road. Neuf mois auparavant, la famille a quitté un logement social proche du port de Stockton. Leigh est scolarisée au lycée de Newcastle, où elle est bonne élève. Auparavant, elle a été élève dans trois écoles primaires, à Swansea, à Hamilton puis enfin à Stockton. Elle passe l'essentiel de ses week-ends et de ses vacances chez sa grand-mère. Sa cousine et meilleure amie Tracey raconte que Leigh et elles passent beaucoup de temps au cinéma, à faire du patin à roulettes et à « traîner ensemble ». D'après sa tante, la jeune fille veut devenir vétérinaire. La mère et la grand-mère de Leigh la décrivent toutes deux comme une « adolescente typique »,.

## Nuit du meurtre

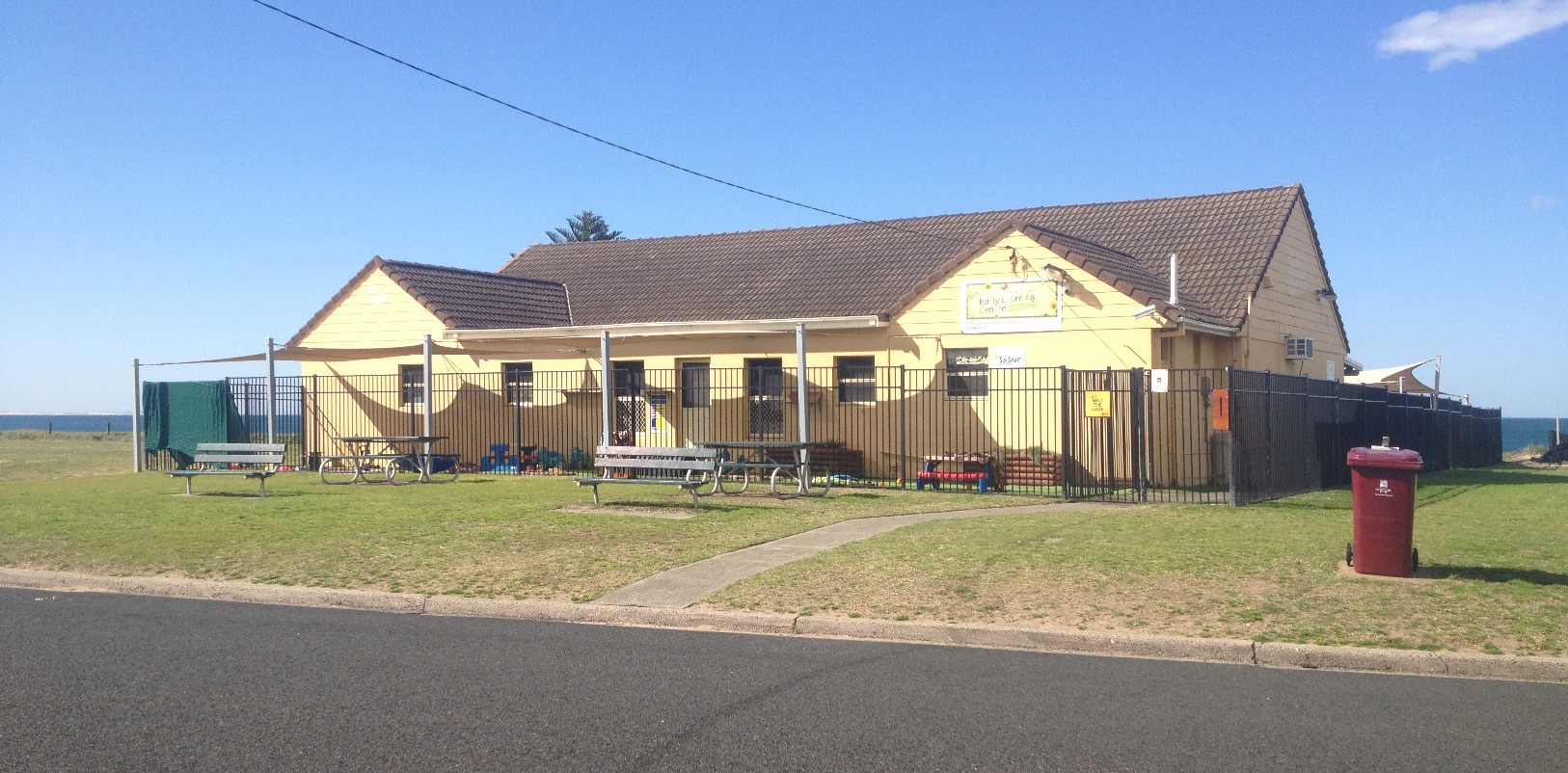
Le bâtiment où a lieu la fête, en 2014. Après le meurtre, il tombe à l'abandon avant d'être transformé en crèche au milieu des années 1990.

Jason Robertson, élève à Newcastle High School, organise, pour le 3 novembre 1989, une soirée d'anniversaire pour fêter ses seize ans dans les locaux d'un club de surf de Stockton géré par le Lions Clubs. Leigh, alors âgée de quatorze ans, a reçu une invitation écrite (ce dont elle est ravie, parce que c'est sa toute première soirée). Sa mère l'a autorisée à sortir jusqu'à 23 h, ayant été assurée que des adultes responsables seront sur place pour superviser les adolescents. Il n'y a en fait que deux majeurs présents pendant la soirée : Matthew Webster et Guy Wilson, deux hommes de dix-huit et dix-neuf ans, qui officient comme videurs. La police estimera qu'environ 60 personnes sont présentes à la fête, bien que la presse rapportera jusqu'à une centaine de fêtards,.
Les invités sont majoritairement en dixième année, soit deux classes au-dessus de Leigh, au même lycée qu'elle ; la présence de deux enfants de dix ans est cependant remarquée à un moment de la soirée. Les personnes présentes fument du cannabis et boivent de l'alcool, plusieurs ont des rapports sexuels pendant la soirée. L'enquête découvrira que Leigh, comme plusieurs autres très jeunes adolescentes, a en réalité été invitée à la fête dans le seul objectif de l'enivrer puis d'avoir des rapports sexuels avec elle. D'après un rapport de police, Webster approche une autre personne présente à la soirée et lui dit « Hey dude, we're going to get Leigh pissed and all go through her » (en français, « hé mec, on va bourrer la gueule de Leigh et tous se la faire »). Une amie et elle boivent du whisky Jim Beam mélangé à du Coca-Cola, et Leigh s'enivre très rapidement. Un jeune homme de quinze ans, surnommé « NC1 » pour des raisons légales dans les documents officiels, est cité pour avoir dit : « Je vais aller baiser [Leigh] » (en anglais, « I'm going to go and fuck [Leigh] »). Peu de temps après, Leigh et NC1 se dirigent vers la plage. Des témoins affirment qu'elle est si ivre qu'il « doit presque la porter ».

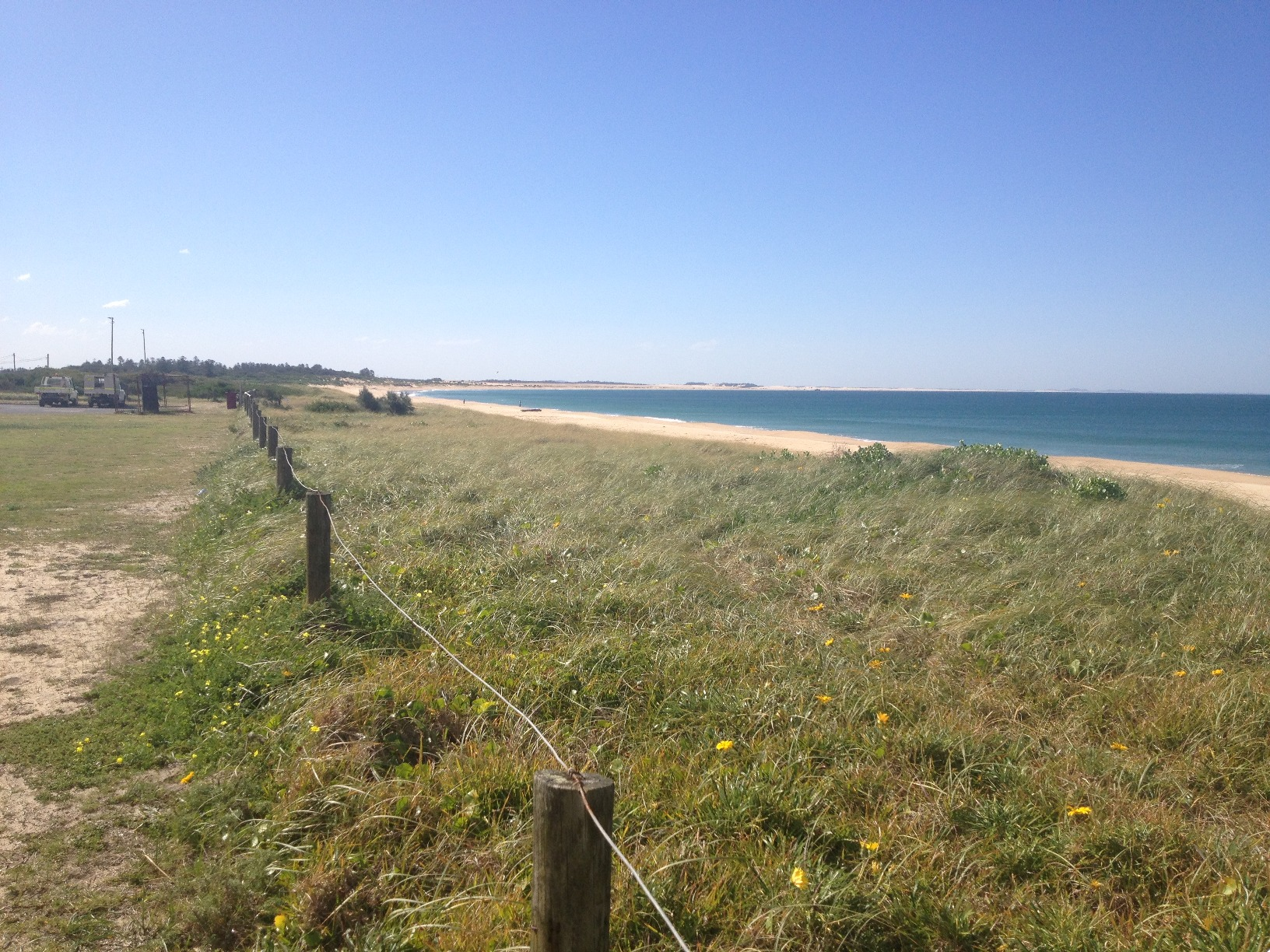
La plage de Stockton vue du club de surf.

Quand Leigh revient de la plage, du sang coule le long de ses jambes et elle appelle au secours en pleurant,. Plusieurs témoins essaient de consoler Leigh et lui demandent ce qui est arrivé. Leigh affirme avoir été violée, répondant « [NC1] m'a baisée » et « je le déteste ». Après avoir entendu ces propos, Webster dit à un groupe de garçons : « c'est un peu une salope, et on devrait tous lui passer dessus » (en anglais, « she's a bit of a slut and why don't all of us have a go »). Guy Wilson approche Leigh, passe le bras autour de ses épaules, et exige un rapport sexuel. Quand elle refuse, Wilson la pousse au sol. Il est rejoint par Webster et par une dizaine de garçons qui encerclent Leigh, à terre. Ils l'insultent, lui donnent des coups de pied, versent de la bière sur elle et lui crachent dessus,,. Malgré la présence de plusieurs témoins, personne ne vient à son secours ni ne contacte la police, ses parents ou d'autres adultes,. L'agression dure environ cinq minutes. Leigh se relève et part en trébuchant avant de ramasser une bouteille de bière vide et de la lancer sur le groupe de garçons, sans les atteindre. Guy Wilson lui renvoie une autre bouteille vide. Les témoignages ne concordent pas : pour certains, la bouteille la touche à la jambe, pour d'autres elle rate sa cible,,. Le groupe suit Leigh jusqu'à l'intérieur du bâtiment de la fête principale, et des agressions similaires continuent à se produire au cours de la soirée. Des témoins voient Leigh sortir et se diriger vers la plage vers 22 h 30. Le beau-père de Leigh vient la chercher à 22 h 50, mais il ne la trouve pas. La mère et le beau-père de Leigh décident donc d'attendre qu'elle rentre d'elle-même à la maison, supposant qu'elle est allée dormir chez une amie. Son beau-père reprend les recherches le lendemain matin, accompagné par plusieurs jeunes présents à la soirée de la veille. Le cadavre de Leigh est retrouvé dans le sable à environ 90 mètres au nord du club de surf ; tout le côté gauche de son crâne est enfoncé et elle est méconnaissable. Son invitation à la soirée est toujours dans la poche de son short.
Leigh est retrouvée nue, ne portant que ses chaussettes et ses chaussures. Son short et sa culotte sont accrochés à sa cheville droite. Elle est allongée sur le dos, les jambes écartées. Son soutien-gorge, dont les crochets sont tordus, est trouvé à quelques mètres de là, tout comme son T-shirt et son pull-over, enlevés en une fois et tachés d'alcool. Les arroches aux alentours sont écrasées. Une pierre tachée de sang et pesant 5,6 kg est retrouvée à côté d'elle et des taches de sang éclaboussent un rayon de 2,8 m autour de son corps.

## Enquête
Le rapport d'autopsie établit que Leigh est morte d'une fracture du crâne et d'une blessure au cerveau liée. Elle a été frappée violemment à plusieurs reprises, dont au moins trois fois à la tête. L'autopsie montre également que l'adolescente a été asphyxiée et présente de nombreuses blessures à la mâchoire, aux côtes, au foie et au rein droit. Elle porte également des marques de doigts sur le cou, indiquant qu'elle a été étranglée avant de mourir, bien qu'il ne s'agisse pas de la cause de sa mort. L'adolescente présente une alcoolémie de 0,128, un niveau qui correspond à une perte notable de coordination et de facultés intellectuelles. Il ne fait aucun doute qu'elle a été victime d'une agression sexuelle violente avant sa mort,, et les preuves indiquent qu'elle n'a jamais eu de rapports sexuels avant la nuit du meurtre. Leigh présente un hématome profond sur la paroi gauche de son vagin et sur son hymen ainsi que deux déchirures de sa vulve, dont une de 20 millimètres de longueur. Une analyse du rapport par le docteur Johan Duflou, directeur adjoint de l'institut de médecine légale de la Nouvelle-Galles du Sud, indique qu'un objet rigide, par exemple une bouteille de bière, a probablement causé la plupart de ses blessures génitales,. Aucune trace de sperme n'est retrouvée.
Vingt policiers, dirigés par Lance Chaffey, sont assignés à l'affaire. Quelques semaines plus tard, l'équipe compte moins de dix membres. Le journaliste Mark Riley écrit que la police vérifie les histoires de plusieurs dizaines d'adolescents : le 5 novembre, la police a interrogé environ quarante personnes présentes à la fête, estimant qu'il en reste une vingtaine à rencontrer. Les trois suspects les plus rapidement identifiés sont Matthew Webster, Guy Wilson et NC1,. Lors de son interrogatoire, NC1 admet avoir eu un rapport sexuel avec Leigh, mais il affirme que le rapport était consenti. Wilson commence par nier les accusations, mais admet plus tard avoir poussé Leigh, lui avoir versé de la bière dessus, lui avoir craché dessus et lui avoir jeté une bouteille de bière vide. Webster avoue avoir renversé de la bière sur Leigh, mais nie l'avoir agressée sexuellement ou tuée. Il affirme d'abord être allé dans un pub après la fête. Huit jours plus tard, au cours d'un autre interrogatoire, il dit être parti se promener. Webster affirme également que deux filles de quatorze ans les ont approchés, NC1 et lui, à la fête en demandant du « hash » et qu'elles lui ont échangé A$20 (environ 12 €) en échange d'un sachet de haschich. Des échantillons sanguins sont prélevés sur deux suspects : il s'agit du premier prélèvement d'ADN pour une enquête dans la vallée Hunter. Des échantillons des vêtements de plusieurs suspects sont également prélevés.
Dans son livre Who Killed Leigh Leigh?, la criminologue Kerry Carrington juge que l'enquête est « motivée par la suspicion mutuelle, par la rumeur et par la contre-rumeur ». Les personnes présentes à la soirée vivent dans la peur d'être le prochain assassin présumé. Les visages de Matthew Webster, Jason Robertson et deux autres garçons font la Une du Newcastle Herald le 8 novembre avec ces témoignages,. À une époque, la rumeur veut que Leigh ait été assassinée par son beau-père et qu'il ait entretenu une relation sexuelle avec elle depuis des mois. En novembre 1990, Chaffey dit à Mark Riley que la police a tellement entendu cette rumeur que Shearman a fait l'objet d'une enquête complète. La communauté de Stockton, quant à elle, continue à suspecter Shearman jusqu'à la condamnation de Webster pour meurtre. Le 16 novembre, Webster plaide coupable pour agression de Leigh et vente de résine de cannabis à une mineure,. Il est libéré sous caution et son procès est fixé au 21 février 1990. Le 19 janvier, Webster plaide à nouveau coupable pour l'agression de Leigh et est à nouveau libéré sous caution en attendant son jugement. Le 28 janvier, moqué par quatre garçons au sujet du meurtre, il s'en prend à l'un d'entre eux et est arrêté. Le 31 janvier, Brad Shearman, beau-père de Leigh, frappe Guy Wilson trois fois au visage en public, après que Wilson lui ait dit qu'il comptait s'en prendre à la petite sœur de Leigh, et est arrêté.
Alors qu'il est en liberté provisoire, le 16 février 1990, pendant son troisième interrogatoire, Webster avoue avoir tué Leigh. Dans la transcription, Webster commence par nier, puis « sans question supplémentaire », il ajoute « Enfin, je l'ai fait. Mais j'arrive pas à croire... que c'est arrivé. Je ne peux pas y croire » (en anglais : « Well, I did it. But I just can't believe ... it happened. It's just unbelievable »). Webster ajoute qu'il a vu Leigh alors qu'il cherchait des bières supplémentaires. Il dit l'avoir emmenée sur la dune, lui avoir enlevé ses vêtements et avoir inséré un doigt dans son vagin. Il affirme avoir perdu son sang-froid quand Leigh a refusé le rapport, l'étranglant d'abord puis la tuant avec une pierre,. Il ajoute l'avoir assassinée seulement parce qu'il « pensait qu'elle [le] balancerait pour avoir essayé de la violer » (en anglais, « thought she would squeal on [him] for trying to rape her »). Après avoir passé le week-end en garde à vue, il est jugé le 19 février et n'obtient pas de libération. Le 21 mars, toujours en détention provisoire, il est condamné à une amende de A$250 (environ 155 €) pour les coups et blessures du 28 janvier. Le 17 juillet 1990, le beau-père de Leigh est jugé pour l'agression du 31 janvier : le juge prend en compte la provocation et choisit de ne pas sanctionner Shearman mais de l'astreindre à un gage de bonne conduite de douze mois.

## Procès et condamnations
NC1 est la première personne condamnée, le 28 février 1990, après avoir plaidé coupable pour atteinte sexuelle sur mineure. Il est condamné à la sanction maximale possible pour un mineur coupable de ce crime, soit six mois dans un centre de détention,. Il est probable que le procureur ait abandonné l'accusation de viol au profit de la seule agression sexuelle en raison du manque de preuves concrètes,. Le témoignage de Leigh à la fête ne peut pas être prouvé et n'est donc pas admissible auprès du juge. Le 11 mai, la peine est réduite à 100 h de travaux d'intérêt général,,. Le juge dit douter que la relation ait été non consentie, et affirme qu'il vaut mieux que NC1 fasse quelque chose de positif pour la communauté plutôt que de risquer de s'éloigner du droit chemin en détention. Plusieurs sources affirment que le juge croit à une relation consentie parce que les preuves sont mal présentées devant le tribunal,.
Le 19 mars 1990, Guy Wilson est condamné à six mois de prison ferme pour l'agression de Leigh.
Webster est d'abord poursuivi pour agression sexuelle. Au moment de son procès, ce motif est abandonné sans explication. Hillary Byrne-Armstrong, dans l'Australian Feminist Law Journal, suggère qu'il a pu obtenir une négociation de peine en échange de l'aveu du meurtre. Le 24 octobre 1990, Webster plaide coupable du meurtre de Leigh. Le suspect ayant avoué, le policier Lance Chaffey se contente d'énoncer une liste de faits à l'attention du juge James Roland Wood, sans présenter de preuves ni de témoins. Le juge condamne Webster à une peine de vingt ans de prison, dont quatorze incompressibles. Il estime que l'emprisonnement à perpétuité est inapproprié étant donné le potentiel de réhabilitation de Webster. Pour Wood, le motif du meurtre est la peur d'une plainte pour viol, comme l'a dit Webster dans son témoignage. Cinq habitants de Stockton se portent témoins de sa moralité à son procès, décrivant l'homme de 120 kg comme un « géant timide » de bonne famille. D'autres expriment leur incrédulité face à cette description, Webster étant localement connu sous le surnom de « Gros Matt, le caïd de Stockton ». Webster est emprisonné au centre correctionnel de Parklea. Byrne-Armstrong admet que les négociations de peine comme celle sûrement proposée à Webster permettent de limiter la durée et le coût de certains procès, mais elle ajoute que la confession a créé une fiction juridique selon laquelle il aurait agi seul dans le viol et le meurtre de Leigh. La gravité des violences sexuelles subies par Leigh est donc « complètement effacée » de l'affaire. Il semble de plus que le juge Wood n'ait reçu que les informations policières corroborant la confession de Webster. La condamnation de ce dernier est la première de Nouvelle-Galles du Sud à être prononcée sous le régime juridique de la vérité dans la détermination de la peine. Cela signifie qu'il ne peut être libéré sous aucun prétexte avant la fin de sa peine ferme, tandis qu'avant l'application de la nouvelle loi, une personne de son âge aurait probablement été libérée après neuf années. Il fait appel pour raccourcir sa peine, mais son appel est rejeté en juillet 1992. Les juges responsables de l'appel qualifient le crime de « si ignoble que rien d'autre qu'une peine très sévère ne pourrait s'accorder avec le sens moral de la communauté » (en anglais : « so gross that nothing less of a very severe sentence would accord with the general moral sense of the community »). La première demande de libération de Webster, en février 2004, est refusée car il n'a pas encore commencé de placement à l'extérieur. Après quelques mois de ce programme, il bénéficie d'une liberté conditionnelle le 10 juin 2004 après quatorze ans et demi d'emprisonnement. Il n'est autorisé à se rendre à Newcastle et Stockton qu'avec la permission de son agent de libération conditionnelle. La liberté de Webster est débattue au Parlement de Nouvelle-Galles du Sud, le ministre John Hatzistergos concluant qu'il vaut mieux superviser la réintégration de Webster dans la société avec la liberté conditionnelle plutôt que de le relâcher sans surveillance six ans plus tard. Après sa sortie de prison, la famille de Leigh Leigh affirme n'avoir « aucune mauvaise pensée » envers Webster et lui souhaite de réussir la « reconstruction de sa vie ». En novembre 2004, Webster est arrêté pour coups et blessures. Il plaide la légitime défense. En mai 2005, il est libéré pour absence de preuves suffisantes.

## Couverture médiatique
Le meurtre de Leigh est largement couvert par la presse de Sydney et de Newcastle. Entre 1989 et 1994, le Newcastle Herald publie au moins 39 articles sur Leigh dont 23 font la Une du journal. Au moins dix autres articles sont publiés dans le Sydney Morning Herald sur la même période.
La couverture médiatique et les adaptations théâtrale et cinématique du meurtre contribuent à la notoriété de l'affaire et de sa victime. En 1996, le psychologue Roger Peters attribue la fascination des médias pour la petite communauté soudée de Stockton et au fait que les suspects sont des jeunes gens connus de la population locale. Il commente : « je pense qu'un facteur principal est que les gens peuvent s'identifier aux personnes impliquées. S'il s'était agi d'un criminel étranger à la communauté venu la suivre et la tuer, je pense qu'on l'aurait oubliée depuis longtemps ». Le nom redoublé de Leigh Leigh rend également l'affaire plus facile à mémoriser.
La presse cherche des explications au meurtre, au point de présenter des points de vue qui rejettent la faute sur des facteurs extérieurs plutôt que sur le meurtrier lui-même,. Même après l'arrestation de Webster, des influences extérieures potentiellement responsables de l'événement sont présentées. Dès le début de l'enquête, des articles critiquent l'absence de surveillance parentale à la soirée. Pendant le procès de Matt Webster, le juge Wood fait d'ailleurs plusieurs remarques au sujet de l'absence d'adultes responsables. Les chercheurs Jonathan Morrow et Mehera San Roque remarquent que cette argumentation « aurait tout aussi bien pu être une citation directe des journaux qui rapportent l'enquête ». Ses commentaires sont à leur tour largement repris par la presse. La condamnation de Webster reçoit une couverture médiatique importante, entre autres parce qu'il est très jeune et que sa peine est très longue, surtout avec la nouvelle loi en vigueur dont l'application intéresse la population.
Le viol de Leigh disparaît presque complètement des reportages en moins d'un an, tout comme le fait qu'elle a été agressée physiquement par un groupe de garçons, et la presse ne mentionne bientôt plus que le meurtre lui-même. Le fait que NC1 n'est pas jugé pour le viol de Leigh mais seulement pour avoir eu un rapport avec un enfant convainc un grand nombre de spectateurs que le rapport sexuel est consenti. Aux yeux du public et de la presse, cette « supposition loin d'être viable » sur le consentement de Leigh rend l'adolescente responsable de sa propre agression et de son propre assassinat : elle aurait « cherché » l'attaque en ayant d'abord un rapport sexuel. En plus de la supposée légèreté de Leigh et du manque d'attention des parents, la presse mentionne très régulièrement la consommation de drogue et d'alcool à la fête. Morrow et San Rogue affirment que ces différents éléments mentionnés plus souvent que la gravité du meurtre diminuent l'importance des agressions subies par Leigh aux yeux du public.
Pendant le procès, la couverture médiatique de l'affaire relaie largement le qualificatif de « slut » (traduit par « salope ») utilisé dans un rapport psychiatrique. La presse ne mentionne pas que le rapport ne présente pas le point de vue du psychiatre, mais son interprétation de ce qu'a pensé Webster pendant la soirée. La couverture de l'affaire par Mark Riley est qualifiée de « voyeurisme journalistique » et est remarquée pour son déplacement de la responsabilité vers l'adolescente. Un des articles de Riley en particulier suggère que les discussions de Leigh au sujet des relations sexuelles avec sa mère, ses vêtements et son apparence physique ont contribué au meurtre. L'article « mélange de façon dérangeante la faute des parents et la notion bien connue que la victime du viol a probablement elle-même causé l'agression », une critique partagée entre autres par Eva Cox. La couverture médiatique de l'affaire a plusieurs fois été qualifiée d'exemple classique de victim-blaming,.

## Critiques sur l'enquête

### Déroulement de l'enquête
La police est critiquée pour son organisation au cours de l'enquête, y compris pour avoir attendu plus longtemps que nécessaire avant d'arrêter les coupables. Il faut plus de trois mois pour poursuivre Webster, alors que dix jours après le meurtre, la police sait déjà qu'il a menti sur l'endroit où il se trouvait, a publiquement annoncé vouloir violer Leigh pendant la soirée, et n'a aucun alibi pour l'heure du meurtre.
Le faible nombre de personnes poursuivies est également sujet à critiques. Plusieurs personnes témoignent avoir agressé Leigh physiquement à la soirée, mais seul Wilson est arrêté pour coups et blessures, et l'adulte qui a acheté de l'alcool pour les mineurs présents à la fête n'a jamais été poursuivi. NC1 avoue avoir eu des rapports sexuels avec une autre jeune fille sexuellement mineure à la fête, mais n'est pas poursuivi ni condamné pour ce deuxième rapport,. En dehors du procès contre Webster, remplacé par son procès pour meurtre au lieu de s'y ajouter, personne n'a été poursuivi pour viol ni agression sexuelle sur Leigh, malgré la présence de blessures graves aux parties génitales. Dans un reportage sur Radio National, la mère de Leigh affirme que lorsqu'elle a demandé à Lance Chaffey pourquoi personne d'autre n'était poursuivi, il lui aurait demandé en réponse si elle savait « combien ça coûte de mener une enquête ».

### Police scientifique
La police prélève des échantillons de sang et de vêtements des suspects, y compris le T-shirt taché de sang que Wilson porte la nuit du crime. Personne ne sait si des tests d'ADN ont été effectués pour découvrir à qui appartient le sang. Kerry Carrington émet l'hypothèse que les rapports envoyés peuvent être mensongers et avoir pour objectif d'obtenir un aveu de Webster. La grand-mère de Leigh témoigne avoir appelé Scotland Yard pour s'enquérir des résultats des analyses, car un détective assigné à l'affaire lui a dit que les vêtements ont été envoyés là-bas. Scotland Yard lui répond n'avoir rien reçu récemment en provenance d'Australie.
Le 6 novembre 1989, le rapport d'un biologiste mentionne quatre échantillons à tester : trois morceaux de vêtements appartenant à Leigh et la pierre tachée de sang retrouvée à côté d'elle. Ce rapport indique surtout que les autres éléments recueillis n'ont pas été analysés. Les résultats de ces tests ne sont jamais rendus publics et il n'existe aucune explication de l'absence d'analyse sur le reste des objets. D'après Carrington, quatre ans après les faits, un inspecteur impliqué dans l'enquête lui a dit qu'aucun échantillon recueilli sur les suspects n'a été analysé. Les échantillons prélevés sur Webster ne sont pas utilisés dans son procès. Un médecin légiste affirme que si la police n'a effectivement pas analysé les preuves, il s'agit d'une « négligence professionnelle inexcusable ». En 2009, un avocat de la famille Leigh demande un nouvel examen des preuves sur la base des avancées scientifiques en analyse d'ADN.

### Hypothèse de l'implication de complices
Plusieurs éléments soutiennent la thèse selon laquelle Webster n'est pas seul au moment du meurtre de Leigh. D'après la retranscription de ses interrogatoires, les policiers ne lui demandent jamais s'il a agi seul. Carrington accuse la police d'accepter l'aveu de Webster sans chercher plus loin ni le remettre en question et surtout sans prendre en compte les témoignages et les preuves qui le contredisent. Par exemple, Webster affirme avoir étranglé Leigh avec sa main gauche, tandis que les marques sur son cou ont été laissées par une main droite. Carrington souligne le témoignage de Webster selon lequel il aurait marché, dans des rues bien éclairées, jusqu'à l'autre bout de la péninsule de Stockton pour laver le sang sur ses mains. Elle remarque l'incohérence de ce témoignage alors qu'il pouvait très bien se laver les mains sur la plage dans l'obscurité totale et à moins de 100 mètres du lieu du crime. Elle constate aussi qu'il a affirmé avoir du sang sur les mains mais pas sur ses vêtements alors que du sang a éclaboussé le sable dans un rayon de 2,8 m autour du corps de Leigh pendant l'agression. Il prétend aussi avoir marché jusqu'à la plage avec Leigh ; quatre témoins présents à la fête disent l'avoir vue y aller seule et deux autres personnes disent avoir vu Webster et Wilson quitter le club de surf ensemble après le départ de Leigh. NC1 et Wilson n'ont aucun alibi pour l'heure du meurtre mais ne font pas l'objet d'une enquête approfondie.
Webster affirme n'avoir pénétré le vagin de Leigh qu'avec son doigt, ce qui ne correspond pas aux graves blessures sur ses parties génitales dues probablement à une bouteille de bière,. L'hématome qu'elle a à l'hymen contredit également le témoignage de NC1 selon lequel leur rapport sexuel aurait été consenti. Les nombreux coups portés à Leigh, identifiés comme étant la raison de sa mort, sont portés depuis plusieurs directions différentes et probablement infligés avec des objets distincts, indiquant qu'il y a très probablement plus d'un assassin impliqué. Chaffey remarque cependant qu'aucune trace de sperme n'est retrouvée dans son corps : « Il n'y avait pas de sperme dans le corps, rien. Le garçon avec qui elle a couché dit ne pas avoir éjaculé. Et on n'a pas de viol collectif sans sperme. C'est un fait qui a été oublié avec le temps » (en anglais : « There was no semen found in the body, none; the boy who'd had sex with her said he didn't ejaculate. And you don't have a gang rape without semen. That's a point that's been lost along the way »).
Leigh est victime d'une agression du groupe de garçons quand elle revient de la plage, en représailles du fait qu'elle a accusé NC1 de viol. Carrington et Johnson émettent l'hypothèse qu'elle est alors assassinée par Webster et deux autres adolescents effrayés à l'idée qu'elle porte officiellement plainte ou reparle des événements. Les auteurs de la théorie refusent de nommer les deux autres suspects pour des raisons légales. Cependant, ils suggèrent qu'un d'entre eux l'a sexuellement agressée plus tôt dans la soirée et que l'autre l'a violée avec une bouteille de bière avant sa mort, pour la punir d'avoir publiquement refusé un rapport avec lui : il s'agirait alors probablement respectivement de NC1 et de Guy Wilson,. En 1997, Webster s'exprime pour la première fois en public au sujet du meurtre, et il répète qu'il a tué Leigh seul.

## Suites de l'enquête

### Tentatives de réouverture de l'enquête
En 1990, la mère de Leigh commence à militer pour que l'enquête soit rouverte quand elle apprend que personne n'est poursuivi pour agression sexuelle sur Leigh. En août 1994, Kerry Carrington envoie un document de 17 000 mots et 300 pages de preuves au juge Robert Wood, qui est à la tête d'une commission contre la corruption policière, pour obtenir une nouvelle enquête. Le juge, qui a mené le premier procès, affirme que son implication passée n'aura aucune influence sur la décision de la Commission. En décembre 1994, la Commission indique avoir fermé le dossier.
En mai 1993, la mère et la sœur de Leigh reçoivent une compensation financière de A$29 214. Elles font appel avec l'aide de Kerry Carrington. En mai 1995, une décision juridique approuve l'appel, donnant A$134 048 supplémentaires à la famille. Le juge Joseph Moore, responsable de cette décision, affirme que les preuves indiquent que Leigh a bien été violée par NC1 : « Les preuves en ma possession indiquent que Leigh a repoussé les avances du jeune et que le rapport s'est fait sans son consentement. » (en anglais, « The evidence before me indicates that Leigh rejected the juvenile's advances, and that his intercourse with her was without her consent »). Il ajoute que la personne qui a violé l'adolescente n'a jamais été jugée pour ce motif, et que plusieurs agresseurs, dont on sait qu'ils ont frappé Leigh avant sa mort, n'ont pas été sanctionnés : il nomme spécifiquement Jason Robertson, Matt Webster, Guy Wilson et trois autres garçons.
En 1997, la mère de Leigh arrête ses tentatives de relance de l'enquête, se disant « épuisée et trop occupée à survivre »,.

### Commission de lutte contre la criminalité de la Nouvelle-Galles du Sud
En octobre 1996, le ministre australien de la police Paul Whelan annonce au parlement de Nouvelle-Galles du Sud que l'affaire sera réexaminée par la Commission de lutte contre la criminalité de la Nouvelle-Galles du Sud. Faisant référence à l'absence de procès pour viol, Whelan affirme que la nouvelle enquête sera « notre seule chance de répondre aux horreurs qui se sont déroulées la nuit de la mort de Leigh ».
En mars 1998, la Commission publie ses conclusions. Pour elle, les crimes se sont bien déroulés comme décrits au tribunal et aucun autre procès n'aura lieu, car Webster est le seul responsable du meurtre et du viol qui l'a immédiatement précédé et la police n'a pas commis de faute en ne poursuivant personne d'autre. Le rapport critique cependant quelques pratiques policières observées. Il n'est pas fait mention des incohérences du témoignage de Webster ni du fait que les preuves n'ont pas été soumises à analyse. Un représentant de la Commission refuse de répondre aux chercheurs et journalistes demandant si le T-shirt taché de sang de Wilson a été analysé. Une expertise rendue pour la Commission indique qu'il est « probable que [Webster] a commis un acte sexuel dégradant pour Leigh et qu'il ne l'admettra jamais parce qu'il a honte ». Le docteur Johan Duflou contredit ces propos, avançant qu'un doigt ou un pénis ne pourraient pas avoir commis les dégâts observés sur le corps de Leigh. Hillary Byrne-Armstrong affirme que les avis d'experts contredisant la confession de Webster mettent en doute le sérieux des conclusions de la Commission. Elle remet beaucoup d'autres conclusions de la Commission en question. La Commission publie un de ses deux rapports sur l'affaire, tandis que le second rapport est envoyé à la Commission indépendante pour l'intégrité de la police pour une nouvelle enquête.

### Commission pour l'intégrité policière
Vingt-six personnes, majoritairement des policiers, sont interrogées en 1998 au cours de l'enquête de la Commission pour l'intégrité policière. Plusieurs témoins présents à la soirée, Webster, Wilson et NC1, sont également interrogés à nouveau. D'après cette enquête, la police a physiquement brutalisé quatre personnes pendant les interrogatoires tenus en 1989 et 1990 : Webster, Wilson, NC1 et un autre suspect nommé NC5, de la même famille que Webster, qui a 17 ans au moment du meurtre. Webster affirme avoir tué Leigh et insiste sur le fait qu'il l'a tuée seul, puis indique que les policiers lui ont donné des coups de pied et des coups de poing jusqu'à ce qu'il avoue le meurtre. La police est également accusée d'avoir menacé des suspects et leurs proches, d'avoir falsifié des rapports et caché des preuves pour pousser les suspects à l'aveu. Un des policiers sous enquête est perquisitionné et plusieurs rapports déclarés perdus sont retrouvés dans son casier au commissariat. Carrington est également convoquée pour l'enquête : son livre Who Killed Leigh Leigh est sorti quelques mois plus tôt et son interrogatoire dure trois jours, soit plus longtemps que tous les interrogatoires des policiers impliqués. Hillary Byrne-Armstrong qualifie l'interrogatoire d'« inquisition » au sujet de tout ce qu'elle a dit ou écrit sur le meurtre de Leigh jusque-là. Elle accuse les membres de la Commission d'avoir convoqué Carrington seulement pour la discréditer sur les sujets qu'ils ne souhaitent pas approfondir et se venger de l'attention médiatique consécutive à ses critiques de la police.
La Commission publie son rapport en octobre 2000. Le rapport recommande le renvoi de l'inspecteur Lance Chaffey pour faute lourde, et le lancement de poursuites pénales contre cinq autres policiers. Le rapport indique que Webster a été arrêté sans respecter les procédures, pour interrogatoire plutôt qu'en tant que suspect, et qu'il a probablement été maltraité par la police pendant sa garde à vue. Le rapport indique aussi que NC1 a été interrogé sans l'accord de ses parents, alors qu'il est mineur, et que les policiers lui ont posé des questions sur le viol mais jamais sur le meurtre. À la suite de la publication du rapport, Chaffey prend sa retraite « un peu plus tôt que prévu » mais affirme que son équipe n'a rien fait de mal et qu'il est fier du déroulement de l'enquête. En octobre 2001, le procureur annule les poursuites prévues contre les policiers incriminés, expliquant qu'ils ont souffert émotionnellement et que leur carrière est brisée par l'affaire. L'enquête, qui est l'une des plus longues visant la police dans l'histoire de la Nouvelle-Galles du Sud, pousse à des changements de législation s'appliquant aux autorités policières de la région, dont une réforme de la tenue des dossiers.

## Dans la culture

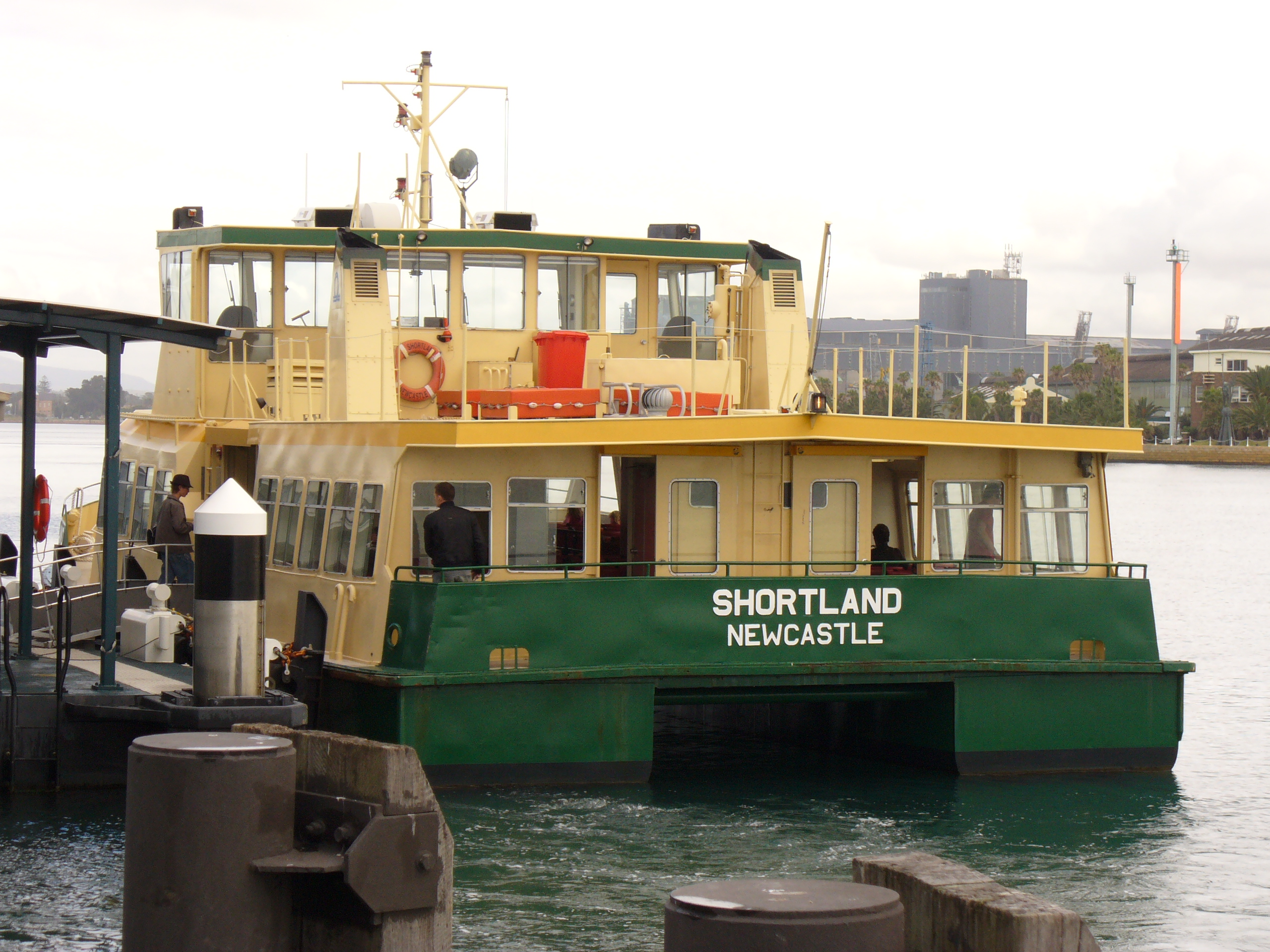
Le ferry de Stockton Ferry, lieu de tournage de plusieurs scènes de Blackrock.

Le théâtre Freewheels de Newcastle demande à Nick Enright d'écrire une pièce de théâtre s'inspirant des événements,. Enright commence donc à écrire, affirmant plus tard : « Je n'ai jamais fait de recherches sur l'histoire de Leigh Leigh. J'ai repris les points les plus marquants et j'ai utilisé ce que l'imaginaire collectif en a retenu comme point de départ de la pièce » (en anglais, « I've never researched the Leigh Leigh story. I picked up the general outline of it and used its mythological shape as the starting point for the piece »).
Appelée A Property of the Clan, la pièce est jouée pour la première fois au théâtre Freewheels en 1992 puis est reprise par l'Institut national d'art dramatique d'Australie. Le titre de la pièce est une citation du rapport psychiatrique controversé établi sur Webster avant son procès,. Enright ne parle pas des événements eux-mêmes. Il choisit plutôt de raconter les conséquences du meurtre sur la population locale et les relations entre les protagonistes pendant l'enquête. La pièce fait l'objet de nombreuses représentations dans les lycées des environs de Newcastle. Elle reçoit un accueil positif et gagne plusieurs prix dans des lycées à travers le pays. Newcastle High School, où Leigh et Webster étaient étudiants, n'organise aucune représentation de la pièce. La pièce de théâtre se déroule dans la ville fictive de Blackrock, et la victime du viol et du meurtre s'appelle Tracy. La famille de Leigh demande à changer ce nom, la cousine et meilleure amie de Leigh s'appelant Tracey. Le prénom n'est pas modifié et la pièce est renommée Blackrock. La Sydney Theatre Company organise des représentations de la pièce en 1995 et 1996.
En 1997, Blackrock devient un film dont une partie du tournage se déroule à Stockton. Les habitants de Stockton s'opposent au tournage, les événements étant encore frais dans les mémoires et les détails du script rappelant sans équivoque l'affaire Leigh Leigh. Quand l'équipe de tournage arrive à Stockton, les médias locaux lui réservent un accueil particulièrement hostile, et des lieux réservés plus tôt ne sont soudain plus disponibles. La situation empire quand les réalisateurs commencent à nier que l'histoire s'inspire de celle de Leigh, alors que le scénario s'appuie très visiblement sur son histoire et qu'ils tiennent à filmer précisément à Stockton. La famille de Leigh s'oppose au tournage du film, affirmant que les producteurs « se repaissent d'une situation douloureuse » et ternissent la réputation de Leigh. Le film reçoit un accueil critique relativement positif en Australie, mais obtient de mauvaises critiques partout ailleurs. L'échec commercial du film s'explique par l'absence de connaissance de « l'histoire poignante et puissante de la tragédie de Leigh » : vu sans le contexte des événements, le film est qualifié de « superficiel et cliché » par les critiques étrangers.